# Okres Dorog

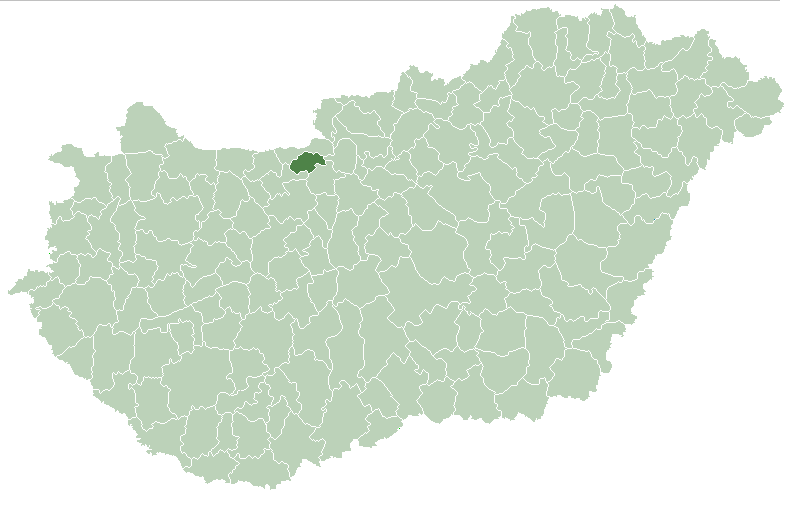
Poloha okresu v rámci Maďarska

Okres Dorog (maďarsky Dorogi kistérség) je bývalý okres v severním Maďarsku v župě Komárom-Esztergom. Jeho správním centrem bylo město Dorog. V roce 2013 byl sloučen s okresem Esztergom.

## Sídla
| - Annavölgy - Bajna - Csolnok - Dág - Dorog - Epöl - Kesztölc - Leányvár | - Máriahalom - Nagysáp - Piliscsév - Sárisáp - Tokod - Tokodaltáró - Úny |